# 호남로
호남로(Honam-ro)는 전북특별자치도 완주군 상관면 상관 교차로와 익산시 여산면 두여리 도 경계를 잇는 전북특별자치도의 도로이다. 일부구간은 자동차전용도로이다.

## 역사
- 1999년 3월 31일 : 여산우회도로(익산시 여산면 호산리 ~ 여산리) 2.3km 구간 개통[1]
- 1999년 7월 1일 : 금마우회도로(익산시 금마면 동고도리) 1.9km 구간 개통, 기존 2.4km 구간 폐지[2]
- 2001년 6월 20일 : 삼례 ~ 금마간 도로 및 금마우회도로(완주군 삼례읍 후평리 ~ 익산시 금마면 동고도리) 9.7km 구간 확장 개통[3]
- 2004년 7월 5일 : 상관 교차로 ~ 구이 교차로(완주군 상관면 신리 ~ 전주시 완산구 원당동) 8.91km 구간을 자동차 전용도로로 지정[4]
- 2008년 12월 26일 : 구이 ~ 용정간 도로(완주군 상관면 신리 ~ 전주시 완산구 삼천동3가) 16.7km 구간 개통[5], 구이 ~ 용정간 도로(전주시 완산구 삼천동3가 ~ 덕진구 용정동) 14.5km 구간 확장 개통, 기존 18.3km 구간 폐지[6]
- 2009년 7월 10일 : 2개 이상 시·도에 걸쳐 있는 도로로 호남로를 고시[7]
- 2010년 12월 10일 : 전주시 덕진구 용정동 ~ 익산시 왕궁면 온수리 4.7km 구간 확장 개통, 기존 8.7km 구간 폐지[8]

## 주요 경유지
전북특별자치도
- 완주군 (상관면 - 구이면) - 전주시 완산구 - 완주군 이서면 - 전주시 덕진구 - 완주군 삼례읍 - 익산시 (왕궁면 - 춘포면 - 금마면 - 왕궁면 - 여산면)

## 노선
- (■): 자동차 전용도로 구간

| 이름                                | 접속 노선                             | 소재지                               | 소재지                       | 비고                                                       |
| ----------------------------------- | ------------------------------------- | ------------------------------------ | ---------------------------- | ---------------------------------------------------------- |
| 상관 교차로                         | 국도 제17호선 (춘향로)                | 완주군                               | 상관면                       | 국도 제21호선 구간                                         |
| 어두1교 어두2교                     |                                       | 완주군                               | 상관면                       | 국도 제21호선 구간                                         |
| 고덕터널                            |                                       | 완주군                               | 상관면                       | 국도 제21호선 구간 익산 방면 연장 870m 완주 방면 연장 920m |
| 고덕터널                            | 구이면                                | 완주군                               |                              | 국도 제21호선 구간 익산 방면 연장 870m 완주 방면 연장 920m |
| 광곡교                              |                                       | 완주군                               | 국도 제21호선 구간           |                                                            |
| 광곡터널                            |                                       | 완주군                               | 국도 제21호선 구간 연장 380m |                                                            |
| 하척교                              |                                       | 완주군                               | 국도 제21호선 구간           |                                                            |
| 태봉 교차로                         | 평촌로                                | 완주군                               | 국도 제21호선 구간           |                                                            |
| 와동교 칠암교 두현교 구이대교       |                                       | 완주군                               | 국도 제21호선 구간           |                                                            |
| 구이 교차로                         | 국도 제27호선 (모악로)                | 전주시                               | 완산구                       | 국도 제21, 27호선 구간                                     |
| 하봉교                              |                                       | 전주시                               | 완산구                       | 국도 제21, 27호선 구간                                     |
| 중인 교차로                         | 지방도 제712호선 (우림로)             | 전주시                               | 완산구                       | 국도 제21, 27호선 구간                                     |
| 황소교                              |                                       | 전주시                               | 완산구                       | 국도 제21, 27호선 구간                                     |
| 쑥고개 교차로                       | 국도 제1호선 국도 제21호선 (쑥고개로) | 전주시                               | 완산구                       | 국도 제1, 21, 27호선 구간                                  |
| 마산1교                             |                                       | 전주시                               | 완산구                       | 국도 제1, 21, 27호선 구간                                  |
| 마산2교 금평육교                    |                                       | 완주군                               | 이서면                       | 국도 제1, 21, 27호선 구간                                  |
| 이서 교차로                         | 지방도 제716호선 (콩쥐팥쥐로)         | 완주군                               | 이서면                       | 국도 제1, 21, 27호선 구간                                  |
| 갈산2교 양동육교 양동2육교 갈동육교 |                                       | 완주군                               | 이서면                       | 국도 제1, 21, 27호선 구간                                  |
| 대흥 교차로                         | 국도 제26호선 (번영로)                | 전주시                               | 덕진구                       | 국도 제1, 21, 27호선 구간                                  |
| 용정 분기점                         | 국도 제21호선 (새만금북로)            | 전주시                               | 덕진구                       | 국도 제1, 21, 27호선 구간                                  |
| 만경강교                            |                                       | 전주시                               | 덕진구                       | 국도 제1, 27호선 구간                                      |
| 만경강교                            | 완주군                                | 삼례읍                               |                              | 국도 제1, 27호선 구간                                      |
| 해전 분기점                         | 완주군                                | 삼례읍                               | 국도 제27호선 (평동로)       | 국도 제1, 27호선 구간                                      |
| 해전2교 해전3교 원어천교            | 완주군                                | 삼례읍                               |                              | 국도 제1호선 구간                                          |
| 쌍정 교차로                         | 완주군                                | 삼례읍                               | 궁성로 삼례로                | 국도 제1호선 구간                                          |
| 쌍정 교차로                         | 익산시                                | 왕궁면                               | 궁성로 삼례로                | 국도 제1호선 구간                                          |
| 온수 교차로                         | 익산시                                | 왕궁면                               | 금오길 왕춘길                | 국도 제1호선 구간                                          |
| 왕궁교                              | 익산시                                | 왕궁면                               |                              | 국도 제1호선 구간                                          |
| 천동 교차로                         | 익산시                                | 왕궁면                               | 궁성로                       | 국도 제1호선 구간                                          |
| 신궁육교                            | 익산시                                | 왕궁면                               |                              | 국도 제1호선 구간                                          |
| 춘포면                              | 익산시                                |                                      |                              | 국도 제1호선 구간                                          |
| 창천교                              | 익산시                                |                                      |                              | 국도 제1호선 구간                                          |
| 팔봉 교차로                         | 익산시                                | 궁성로 덕지1길 탑리길                |                              | 국도 제1호선 구간                                          |
| 팔봉 교차로                         | 익산시                                | 궁성로 덕지1길 탑리길                | 금마면                       | 국도 제1호선 구간                                          |
| 연석교 천마육교                     | 익산시                                |                                      |                              | 국도 제1호선 구간                                          |
| 금마 교차로                         | 익산시                                | 지방도 제722호선 (무왕로) 궁성로     |                              | 국도 제1호선 구간                                          |
| 동고도 교차로                       | 익산시                                | 고도길                               |                              | 국도 제1호선 구간                                          |
| (이름 없음)                         | 익산시                                | 신탄길 화곡길                        | 왕궁면                       | 국도 제1호선 구간                                          |
| 연명 교차로                         | 익산시                                | 지방도 제799호선 (호반로)            | 여산면                       | 국도 제1호선 구간 지방도 제799호선 구간                    |
| 원수리                              | 익산시                                | 지방도 제799호선 (가람로)            | 여산면                       | 국도 제1호선 구간 지방도 제799호선 구간                    |
| 진사1교 진사2교                     | 익산시                                |                                      | 여산면                       | 국도 제1호선 구간                                          |
| 신리 교차로                         | 익산시                                | 지방도 제799호선 (가람로) 제남석교길 | 여산면                       | 국도 제1호선 구간                                          |
| 여산1교                             | 익산시                                |                                      | 여산면                       | 국도 제1호선 구간                                          |
| 제남리                              | 익산시                                | 지방도 제799호선 (여강로)            | 여산면                       | 국도 제1호선 구간                                          |
| 여산2교                             | 익산시                                |                                      | 여산면                       | 국도 제1호선 구간                                          |
| 여산 교차로 (여산고가교)            | 익산시                                | 가람로                               | 여산면                       | 국도 제1호선 구간                                          |
| 득안대로와 직결                     |                                       |                                      |                              |                                                            |